# Årrenjarka
Årrenjarka (lulesamiska: Oarrenjárgga) är en ort vid sjön Saggat i  Jokkmokks kommun. 
Årrenjarka var ett nybygge som grundades 1811. Namnet kommer från lulesamiskan och betyder ekorrudden. Sen 1820-talet har släkten Mannberg bedrivit småbruk i Årrenjarka. I slutet på 1960-talet lades jordbruket ner och turismen blev den huvudsakliga inkomstkällan. Idag finns en turistanläggning med stugor och restaurang på platsen. 

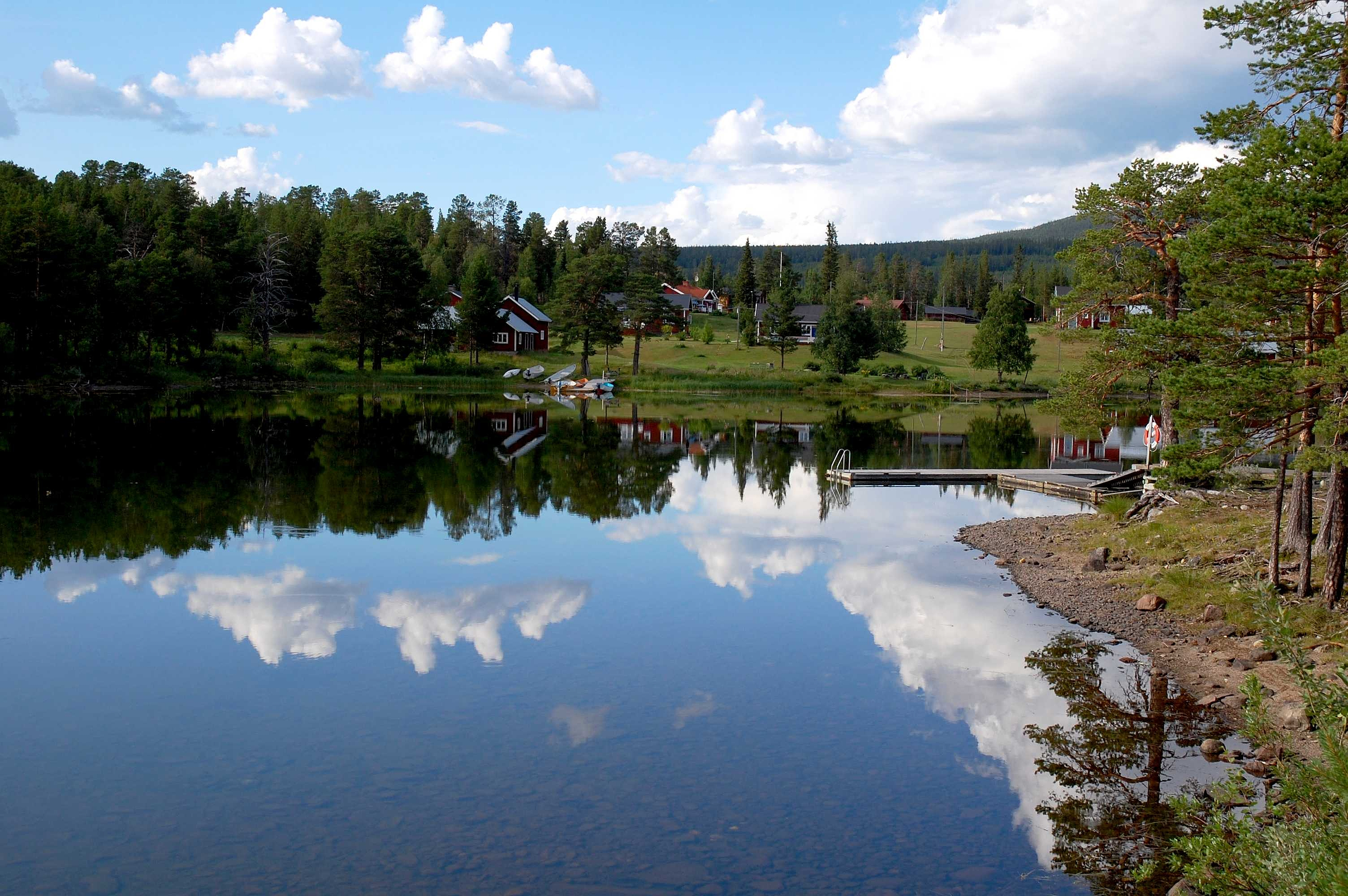
Årrenjarka (2008)
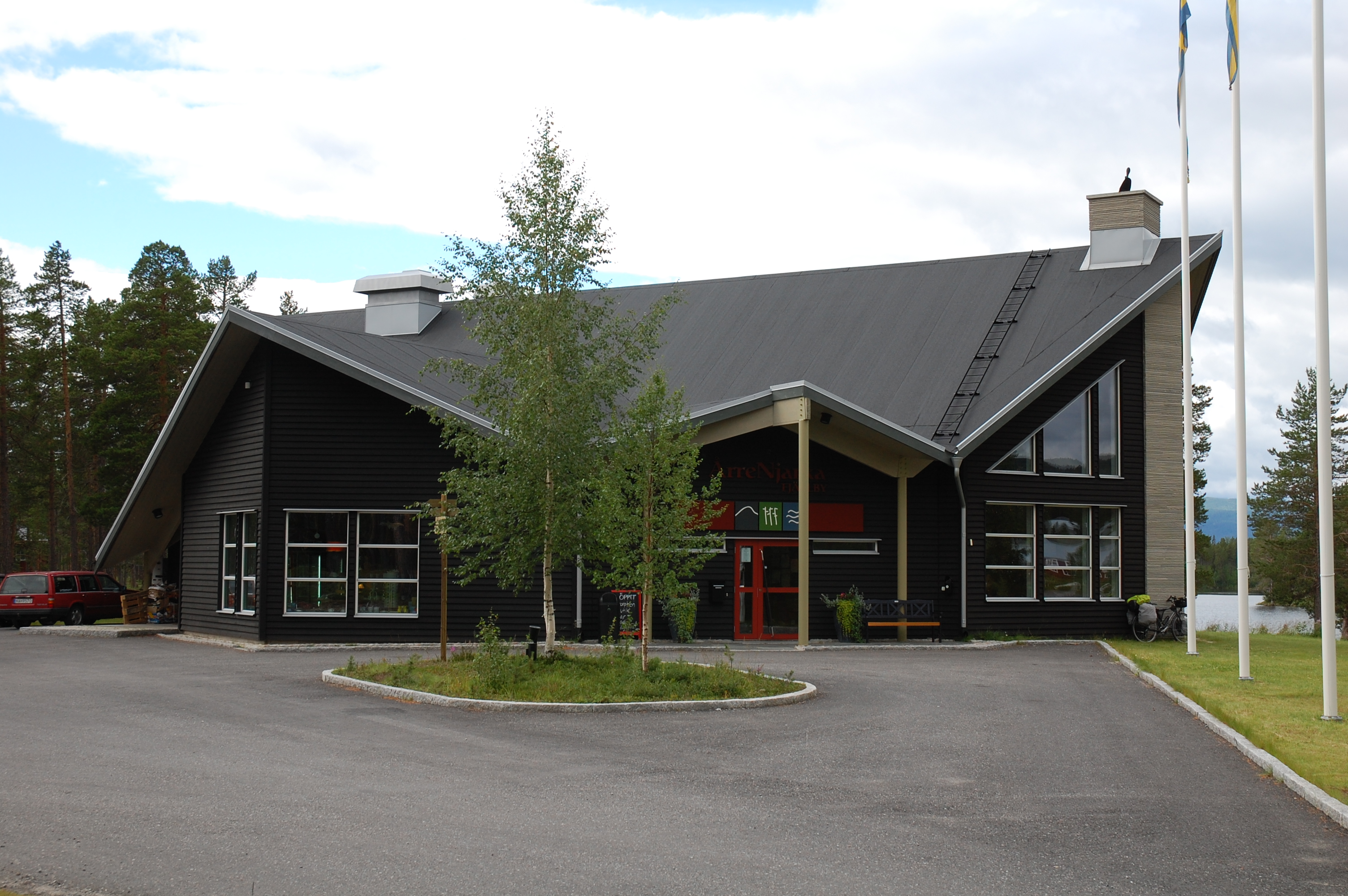
Turistanläggning (2012)